# Gigliola Cinquetti
Gigliola Cinquetti (Verona; 20 de diciembre de 1947) es una cantautora y presentadora de televisión italiana.

## Biografía

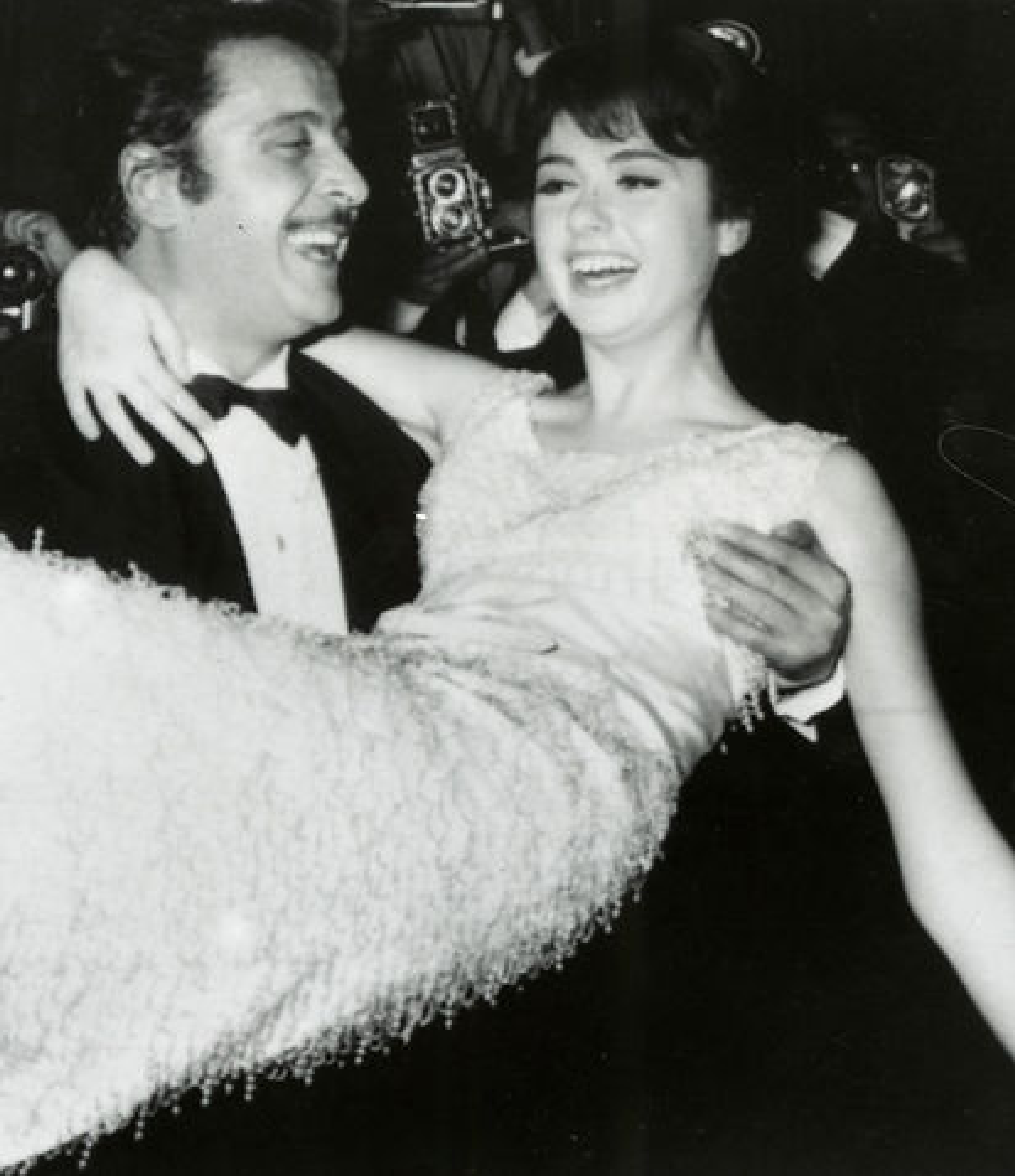
Domenico Modugno y Gigliola Cinquetti fueron los ganadores de San Remo en 1966.

Gigliola Cinquetti nació en la ciudad de Verona el 20 de diciembre de 1947. Debutó a los dieciséis años en el Festival de San Remo de 1964, junto con Patricia Carli, ganando el concurso con la canción Non ho l'età (per amarti) (No tengo edad (para amarte)). Dos meses después vence en Copenhague, con la misma canción, en el Festival de la Canción de Eurovisión, siendo uno de los grandes éxitos de la historia del certamen.[cita requerida]
Ha participado en doce ediciones del Festival de San Remo, venciendo en dos ocasiones. La segunda de ellas fue en 1966, en compañía de Domenico Modugno, interpretando la canción Dio, come ti amo (Dios, cómo te amo), perteneciente a una película del mismo nombre y protagonizada por la propia Gigliola. La canción también fue llevada al Eurofestival pero interpretada en solitario por Domenico. En 1973 participa en el programa "Canzonissima" venciendo con la canción Alle porte del sole (en español A las puertas del cielo, en inglés To the door of the sun) siendo la versión inglesa reeditada dos años después por el cantante italoestadounidense Al Martino, que alcanzó la posición número 17 en el Billboard Hot 100.  En 1974 participa de nuevo en el Festival de Eurovisión quedando en segunda posición con la canción Sì (el primer puesto fue conseguido por el grupo ABBA). La versión inglesa del tema llegó a la séptima posición de la lista de ventas inglesa. Durante las décadas siguientes, Gigliola hizo otras apariciones en el festival de San Remo, presentándose por última vez en el año 1995. En 1992 publicó su último álbum de estudio bajo el título de La Poèsie d'une Femme.
Desde los años 1990, trabaja en la televisión pública italiana, la RAI, siendo uno de sus primeros trabajos en este campo el Festival de Eurovisión de 1991 que se celebró en Roma. Está casada con el periodista Luciano Teodori, con quien contrajo matrimonio en 1978. Tienen dos hijos, Giovanni y Constantino.
Gigliola gozó de gran popularidad en numerosos países y es considerada como una de las voces históricas de la Canzone italiana.
Estuvo dos veces en el Festival de la Canción de Viña del Mar los años 1979 y 1980.

## Participación en el Festival de San Remo
- 1964: Non ho l'età (Per amarti) - junto con Patricia Carli.
- 1965: Ho bisogno di vederti - junto con Connie Francis.
- 1966: Dio come ti amo - junto con Domenico Modugno.
- 1968: Sera - junto con Giuliana Valci.
- 1969: La pioggia - junto con France Gall.
- 1970: Romántico blues junto con Bobby Solo.
- 1971: Rose nel buio - junto con Ray Conniff .
- 1972: Gira l’amore (Caro bebè).
- 1973: Mistero.
- 1985: Chiamalo amore.
- 1989: Ciao.
- 1995: Giovane vecchio cuore escrita por Giorgio Faletti.

## Programas de televisión
- 1979: XX Festival Internacional de la Canción de Viña del Mar
- 1980: XXI Festival Internacional de la Canción de Viña del Mar
- 1991: Festival de la Canción de Eurovisión (RAI)
- 1991-1992: Festa di Compleanno (TMC)
- 1993-1994: Tornando a casa (Rai Radio Due)
- 1995: C'era una volta il festival di Napoli (TMC)
- 1998: Donne - Viaggio nella storia delle donne italiane (RAI International)
- 1998-2002: Vivendo Parlando (Sat2000; capítulos emitidos: 578)
- 2004: Di che sogno sei (RAI Sat Extra)
- 2004-2006: GAP - Generazioni a confronto (RAI)
- 2005: Sliding doors (RAI Sat Extra)
- 2005-2006: Elisir (Rai Tre).

| Predecesor: Grethe & Jørgen Ingmann           | Ganadores del Festival de la Canción de Eurovisión 1964 | Sucesor: France Gall       |
| Predecesor: "Chi sarà con te" Massimo Ranieri | Italia en el Festival de Eurovisión Eurovisión 1974     | Sucesor: "Era" Wess & Dori |